# 沃尔顿县 (佛罗里达州)
沃爾頓縣（英語：Walton County）是美国佛罗里达州西北部的一個縣，北臨亚拉巴马州，南臨墨西哥湾，面積3,206平方公里。根據2020年美國人口普查，共有人口75,305人。縣治德芬阿克泉（De Funiak Springs）。該縣成立於1824年12月29日，縣名紀念喬治·沃爾頓的兒子、時任佛羅里達領地州務卿的小乔治·沃尔顿。